# El Carmelo (Ecuador)
El Carmelo es una parroquia del cantón Tulcán, provincia del Carchi, en Ecuador. Está localizada a 45 km de Tulcán. Limita con la República de Colombia al norte; con la provincia de Sucumbíos al sur y al este; y con la parroquia Julio Andrade al oeste. Se conoce que antes de convertirse en parroquia, fue un centro poblado perteneciente a territorio colombiano y se denominaba El Pún. Años más tarde, en 1919, pasa a ser soberanía ecuatoriana y el 11 de enero del mismo año se crea oficialmente la cabecera parroquial El Pún perteneciente al municipio del Cantón Tulcán. En 1955 se decreta el cambio oficial del nombre, convirtiéndose al actual El Carmelo.

## Generalidades
La parroquia El Carmelo está situada en la parte ecuatoriana oriental del Nudo de los Pastos, al norte de la República del Ecuador, en América del Sur. Su cabecera se encuentra a una altitud de 2830 metros sobre el nivel del mar. Su clima es frío andino debido su altitud. Se encuentra a 45 km de Tulcán, comunicada por la Vía El Carmelo-Julio Andrade, El Carmelo-Guagua Negro y por una vía secundaria que conecta con varios municipios del departamento colombiano de Nariño.

## Economía
La Economía de la parroquia se basa principalmente en la agricultura, la ganadería y minoritariamente el comercio. La actividad turística ha experimentado un importante crecimiento a partir de la década 2010.

## Personajes Célebres
- Richard Carapaz, ciclista profesional.